# دم اسب
ریشه‌های اعصاب کمری و خاجی در زیر طناب نخاعی، دم اسب (به انگلیسی: Cauda equina) را تشکیل می‌هند. این ریشه‌ها نسبت به ریشه‌های دیگر اعصاب نخاعی، مسیر طولانی تری را طی می‌کنند.

## تعداد ریشه‌ها
دم اسب شامل ریشه‌های عصبی L3 الی S5 هر دو طرف است. پس در هر طرف، دارای ۸ ریشه جلویی (قدامی) و ۸ ریشه پشتی (خلفی) است؛ بنابراین، ناحیه انتهای فوقانی دم اسب دارای ۳۲ ریشه عصبی است.

## آسیب دم اسب
در اثر آسیب ریشه‌های منطقه دم اسبی، ممکن است علایم زیر ایجاد گردد:
- اختلال حرکتی به صورت ضعف یا فلج اندام‌ها
- بی‌اختیاری ادرار و مدفوع
- ضعف یا ناتوانی جنسی
- اختلال حسی کفل‌ها